# Holderquelle
Koordinaten: 49° 13′ 4,1″ N, 7° 57′ 9,3″ O
Die Holderquelle ist eine gefasste Quelle, die in einer Höhe von 471 m am Nordwestabhang des Großer Adelbergs im deutschen Teil des Wasgaus und im südlichen Pfälzerwald entspringt. Die Anlage ist als Ritterstein des Pfälzerwald-Vereins e. V. (PWV) mit der Nummer 228 erfasst. Der ursprüngliche, heute verwitterte Ritterstein befindet sich rechts neben der Quelle.

## Lage
Die Quelle liegt im Naturpark Pfälzerwald, der wiederum zum Biosphärenreservat Pfälzerwald-Vosges du Nord gehört, auf der Gemarkung der Stadt Annweiler. Sie liegt nahe dem Bergsattel zwischen dem Großen Adelberg (567,4 m ü. NHN) und dem Schinderkopf (493,3 m ü. NHN). Sie entspringt nur 500 Meter nordwestlich vom Adelsberggipfel und ist mit einer Höhe von 471 m neben der Rehbergquelle (481 m) eine der höchstgelegenen Quellen der Pfalz. Die frei gesetzte Wassermenge reicht nicht aus, einen Bach kontinuierlich zu speisen. Hydrologisch gehört sie zum Einzugsgebiet des Ortsgrabens, der beim Ortsteil Gräfenhausen in den Hahnenbach, einem Zufluss der Queich mündet.

## Geschichte
Die Quelle wurde 1906 beim Bau des Grimmeisenpfads entdeckt und danach 1913 durch den Pfälzerwald-Verein gefasst. Sie wurde einem Mitbegründer der Ortsgruppe Annweiler des Vereins Heinrich Holder (6. Januar 1876 – 24. Juli 1908) gewidmet. Er war einer der ersten Kletterer, die den Braut und Bräutigam-Felsen, den Büttelfelsen bei Dahn und den Holderturm bei Erfweiler bestiegen haben. 1908 stürzte er mit seinem Freund Albert Grimmeisen am Wetterhorn in den Berner Alpen tödlich ab. An der Quelle ist im Gedenken der Spruch Ich möchte nicht im Tal verderben, den letzten Blick beengt vom Zwang, auf einem Berge möchte ich sterben, beim goldenen Sonnenuntergang eingeschlagen. Die Anlage wurde von 2020 bis 2022 durch die Ortsgruppe Annweiler des Pfälzerwaldvereins umfassend renoviert. Dabei wurde ein Gedenkstein zum 100-jährigen Jubiläum der Ortsgruppe von 2004 vom Kleinen Adelberg zur Quelle versetzt.

## Zugang und Wandern

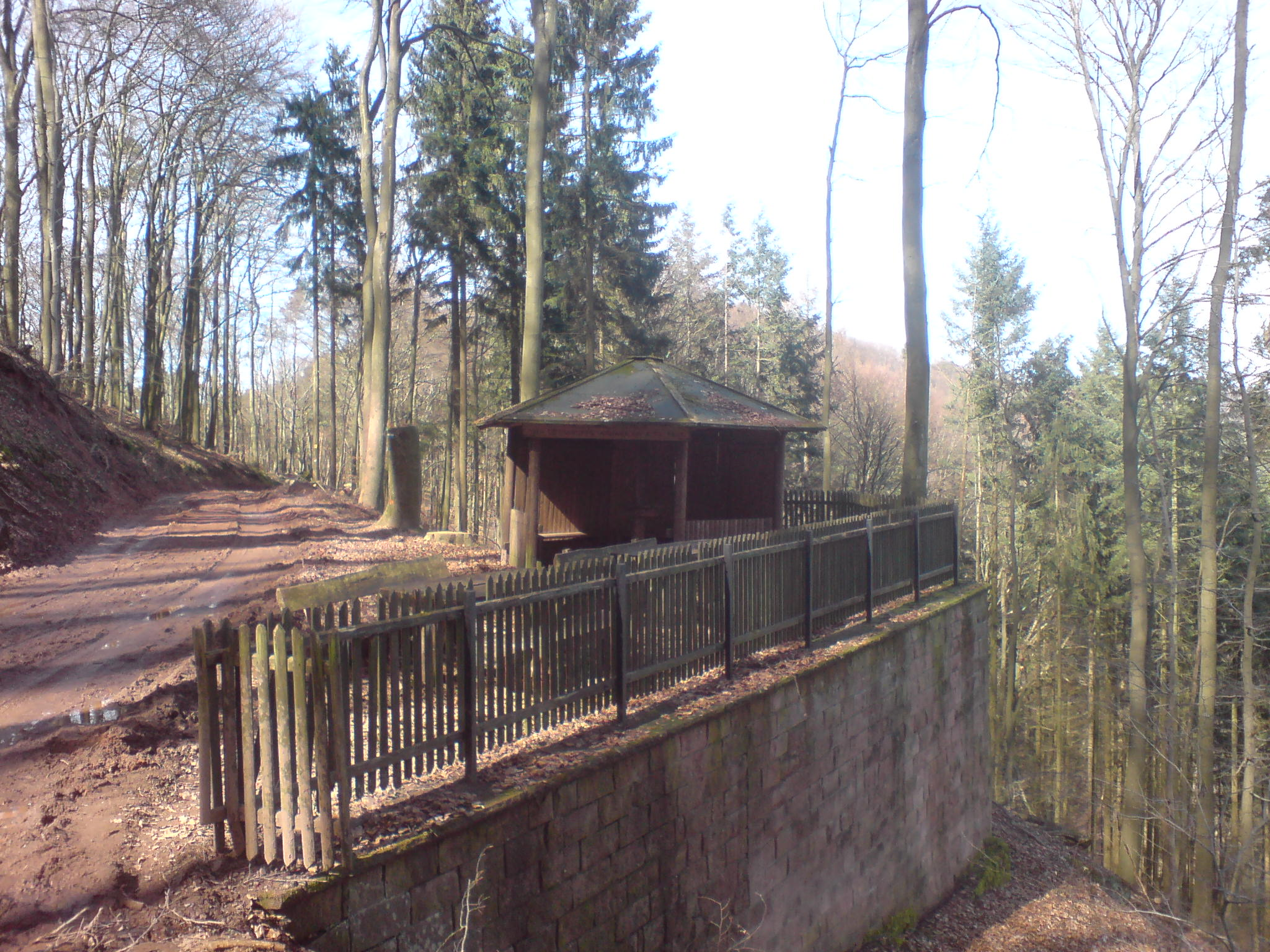

Der Zugang ist von Annweiler oder Gräfenhausen möglich. An der Quelle führen markierte Wanderwege wie der Fernwanderweg Staudernheim–Soultz-sous-Forêts von Staudernheim im Landkreis Bad Kreuznach nach Soultz-sous-Forêts im nördlichen Elsass und der PWV-Wanderweg von Bad Münster am Stein an die französische Grenze nach Sankt Germanshof vorbei. Auch der Prädikatswanderweg Pfälzer Weinsteig passiert in der Etappe von Dernbach nach Annweiler die Quelle. Es sind Rundwegewanderungen über und um den Großen Adelberg an der Quelle vorbei möglich. Lokale markierte Rundwanderwege sind der Kaiser-Friedrich-Weg oder Wildsauweg. An der Quelle befindet sich ein Rastplatz mit Tischen und Bänken, sowie eine einfache Schutzhütte. In kurzer Distanz kann die vom Jugendpflegeverein Jung-Pfalz bewirtschaftete Jung-Pfalz-Hütte erreicht werden.